# Öğrenci Seçme Sınavı
Öğrenci Seçme Sınavı, abgekürzt ÖSS, ist die Studienberechtigungsprüfung in der Türkei, die abgelegt werden muss, um einen Studienplatz an einer der 131 Universitäten in der Türkei zu erhalten.
Im Jahr 2005 bewarben sich 1,73 Millionen Kandidaten für 607.994 Studienplätze (2000: 1,41 Millionen Bewerber für 414.647 Studienplätze).
Die Prüfung wird organisiert von einer Abteilung des Türkischen Hochschulrats (YÖK), dem ÖSYM („Öğrenci Seçme Yerleştirme Merkezi“), in etwa vergleichbar mit der deutschen Stiftung für Hochschulzulassung, ehemals Zentralstelle für die Vergabe von Studienplätzen.
Die Prüfung wurde in den 1960er Jahren eingeführt, zuvor wählten die Universitäten nach eigenen Kriterien ihre Studenten aus.
ÖSS findet jährlich Mitte Juni statt. Innerhalb von 195 Minuten müssen Multiple-Choice-Fragen zum Schulstoff verschiedener Fächer beantwortet werden.
Zur Vorbereitung besuchen viele Schüler eine „dershane“ (private Paukschule).